# 約瑟夫·科澤尼
約瑟夫·亞歷山大·科澤尼（德語：Josef Alexander Kozeny；1889年2月25日—1967年4月19日）是一名奧地利水利工程師和物理學家，以用於描述流體流過固體填充床的科澤尼－卡曼方程式而聞名。

## 教育
科澤尼出生於波希米亞的約瑟夫施塔特，後來前往布拉格求學，之後又前往維也納就讀農業科學大學。

## 生涯
1922年，他被愛沙尼亞塔爾圖大學聘為教授。1924年，在维也纳自然资源与生命科学大学擔任教授。1929年於維也納科技大學取得第二特許任教資格。從1930年起，他便在維也納科技大學開課。1940年元月初，他成為維也納科技大學的水利學與水利工程學教授。

## 腳註
1. ↑  Massey (1998), page 254
2. 1 2  "Kozeny, Josef".Deutsche National Bibliothek.German National Library.n.d.Web, 22 Sept. 2015.
3. 1 2  Universitätsarchiv der TU Wien （页面存档备份，存于） (Paulus Ebner （页面存档备份，存于）)

## 延伸閱讀
- Massey, Bernard; Ward-Smith, John.  seventh. Spon Press. 1998. ISBN 978-0-7487-4043-7.